# 科林西亞酒店

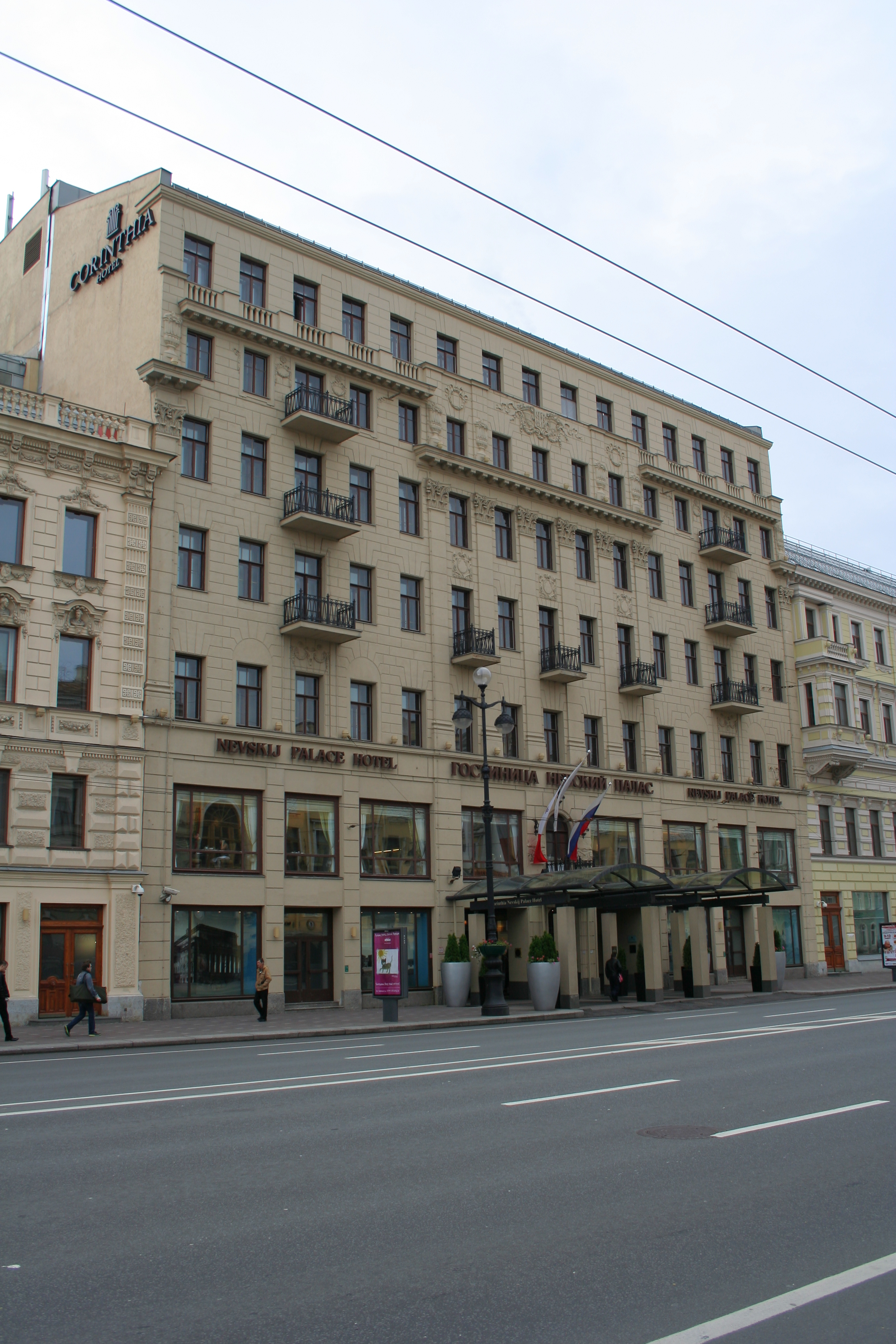

科林西亞酒店（俄语：Невский Палас）是俄羅斯聖彼得堡的一家五星級酒店。科林西亞酒店舊名涅瓦宮酒店，是聖彼得堡最高級的酒店之一，位於涅瓦大街上。科林西亞酒店和阿斯托里亞酒店及歐洲大酒店並列為聖彼得堡最高級的酒店。科林西亞酒店修建於1982年，獲得過多個建築獎，並擁有聖彼得堡首個地下停車場。科林西亞酒店最近進行了擴建。

## 外部連結
- Nevskij Palace, Saint Petersburg

59°55′55″N 30°21′03″E / 59.9320°N 30.3509°E